# Катайисто, Мартти
Мартти Катайисто (фин. Martti Katajisto; 6 декабря 1926, Паркано, Турку-Пори — 24 января 2000, Хельсинки) — финский актёр. Наиболее известен по роли Нокиа в фильме Люди в летнюю ночь (1948). Катайисто запомнился в театре и на экране прежде всего в образе романтического героя.
В 1949 году появился в роли принца Флорестана в фильме Princessa Ruusunen (Спящая красавица). С 1954 года Катайисто начал служить в Финском национальном театре, где был занят в таких постановках как Братья Карамазовы, Призрачная соната, Укрощение строптивой, Ромео и Джульетта, Венецианский купец. В 1960-х годах его карьера как киноактёра пошла на спад — в 1970-х, 1980-х годах он был занят только в двух фильмах. Однако, в 1993 году получил признание критиков за роль отца с деменцией в фильме Isä meidän. В 1999 году снялся в фильме Тимо Койвусало Kulkuri ja joutsen (Лебедь и странник), где иронично изобразил финского киномагната Тойво Сярккя.
Скончался после продолжительной болезни в больнице Лааксо в Хельсинки 25 января 2000 года.